# Gaijin - Ama-me como Sou
Gaijin - Ama-me Como Sou é um filme brasileiro de 2005, do gênero drama, dirigido por Tizuka Yamazaki.

## Sinopse
O filme se passa em 1908, e conta a história de imigrantes japoneses que chegam para trabalhar numa fazenda de café. Lá, precisam se adaptar às condições e a exploração dos donos da fazenda.

## Elenco
- Tamlyn Tomita .... Maria Yamashita
- Jorge Perugorría .... Gabriel Damazo Bravo Salinas
- Nobu McCarthy .... Shinobu Yamashita
- Kyoko Tsukamoto .... Titoe Yamada
- Eda Nagayama .... Shinobu Yamashita - jovem
- Kissei Kumamoto .... Sensei Yamashita / Kazumi
- Luís Melo .... Ramon Salina Bravo Salinas
- Zezé Polessa .... Gina
- Louise Cardoso .... Sofia Damazo Bravo Salinas
- Mariana Ximenes .... Weronika Müller
- Aya Ono .... Batyan
- Lissa Diniz .... Yoko Salinas
- Carlos Takeshi .... Vicente
- Eijiro Ozaki .... Kunihiro
- Felipe Kannenberg .... Georg Müller
- Ken Kaneko .... Jiro Kobayashi
- Ryogo Suguimoto .... Ken
- Dado Dolabella .... Brother

## Principais prêmios e indicações
Festival de Gramado
- Venceu nas categorias de Melhor Filme, Melhor Diretor, Melhor Atriz Coadjuvante (Aya Ono) e Melhor Trilha Sonora.

Prêmio ACIE de Cinema
- Indicado na categoria de Melhor Fotografia.

## Produção
O filme foi gravado em locação no estado do Paraná. Foram feitas locações em Curitiba, Londrina, Maringá, Foz do Iguaçu e Cambará.